# Mischfonds
Mischfonds (auch Multi-Asset-Fonds oder gemischte Fonds) sind Investmentfonds, die in mehrere Anlageklassen wie Aktien, Anleihen, Geldmarkttitel, Rohstoffe, Edelmetalle und Immobilien gleichzeitig anlegen können. Kraft Gesetzes haben sie mindestens 25 Prozent ihres Fondsvermögens in Kapitalbeteiligungen (Aktien) anzulegen (Mischfonds-Kapitalbeteiligungsquote). Die Bestimmungen für Mischfonds richten sich nach § 2 Abs. 7 und 8 InvStG. Die Aufteilungen regeln die einzelnen Anlagebedingungen der Investmentgesellschaften.

## Arten
Unterschieden wird allgemein zwischen Mischfonds mit starrer und flexibler Allokation, also Verteilung der Fondsmittel auf verschiedene Anlageklassen:
- Starre Allokation bedeutet, dass die vom Investmentfonds vorgegebene Anlagestrategie ein festgelegtes Verhältnis bestimmter Finanzinstrumente vorsieht, etwa 40 % Anleihen, 30 % Aktien und 30 % Edelmetalle.
- Bei einer flexiblen Allokation gibt es keine festgelegten Limite, sondern die Anteile können je nach Marktentwicklung jederzeit geändert werden.

Aus der Anlagestrategie ergibt sich, für welche Allokationsart sich der Mischfonds entschieden hat.
Eine besondere Form der Mischfonds sind die so genannten Targetfonds. Im Gegensatz zu klassischen Mischfonds haben Targetfonds eine feste Laufzeit und richten ihre Anlage auf das Ergebnis zum Laufzeitende aus. Zu Beginn der Laufzeit legen diese Fonds ihr Kapital überwiegend in risikoreiche Wertpapiere wie zum Beispiel Aktien an. Je näher das Laufzeitende des Fonds rückt, desto mehr wird in risikoärmere Anlageformen, wie Renten und Geldmarktanleihen, umgeschichtet. Das erwirtschaftete Kapital soll so gesichert werden. Zur Abdeckung der unterschiedlichen Risikoprofile und Anlagehorizonte der Kunden bieten die Emittenten in der Regel eine ganze Reihe solcher Fonds mit unterschiedlichen Laufzeiten an. Um eine möglichst freie Anlagestrategie verfolgen zu können, sind Targetfonds meist mit flexibler Allokation ausgestattet.

## Wirtschaftliche Aspekte
Allgemein zeichnen sich Investmentfonds durch eine breite Risikostreuung ihres Fondsvermögens aus, die jedoch bei Mischfonds nochmals optimiert wird. Denn anders als in einem reinen Aktienfonds, wo sich die Streuung auf verschiedene Aktiengesellschaften erstreckt, investiert der Mischfonds darüber hinaus auch in andere Handelsobjekte wie Anleihen, Edelmetalle oder Rohstoffe. Das alleinige Marktrisiko auf dem Aktienmarkt kann auch dann auf den Edelmetallhandel, Rentenmarkt oder Rohstoffhandel verbreitert werden, so dass eine günstigere Risikokompensation stattfinden kann. Damit wird vermieden, dass ein spezifisches Marktrisiko etwa des Aktienmarktes für die Performance des Investmentfonds allein verantwortlich ist. Das Fondsmanagement hat die Befugnis, den Schwerpunkt des Fondsvermögens jederzeit in die als am günstigsten beurteilte Marktentwicklung zu verlagern; bei starrer Allokation jedoch nur begrenzt.
Im Portfoliomanagement gibt es Fondsmanager, welche die Anlagevorschriften nach § 193 ff. KAGB zu beachten haben. Danach dürfen bestimmte Wertpapiere (§ 193 KAGB) und Geldmarktpapiere (§ 194 KAGB) erworben werden, Bankguthaben mit einer Laufzeit von maximal 12 Monaten angelegt (§ 195 KAGB) oder andere Investmentzertifikate (§ 196 KAGB) erworben werden. Derivate sind nach § 197 KAGB nur zulässig, wenn sie von Wertpapieren, Geldmarktinstrumenten oder Investmentanteilen abgeleitet sind. Der Kreis sonstiger Kapitalanlagen ist in § 199 KAGB eingeschränkt (Wertpapierleihe, Pensionsgeschäfte). In § 206 bis § 210 KAGB sind Anlage-Limite für Emittenten vorgegeben.
Investmentgesellschaften und Kapitalanlagegesellschaften dürfen Mittel nur nach dem Grundsatz der Risikomischung anlegen (§ 214 KAGB, § 243 KAGB). Dabei ist das Rating der Emissionen zu beachten, das innerhalb des Investment Grade liegen muss. Das gilt auch für Versicherungen gemäß § 124 Abs. 1 Nr. 7 und 8 VAG, wonach die Anlagen in angemessener Weise so zu mischen und zu streuen sind, dass eine übermäßige Abhängigkeit von einem bestimmten Vermögenswert oder Emittenten oder von einer bestimmten Unternehmensgruppe oder einem geographischen Raum und eine übermäßige Risikokonzentration im Portfolio als Ganzem vermieden werden und Vermögensanlagen bei demselben Emittenten oder bei Emittenten, die derselben Unternehmensgruppe angehören, nicht zu einer übermäßigen Risikokonzentration führen dürfen.
Während sich risikofreudige Anleger eher für einen Aktienfonds entscheiden (wenn sie nicht sogar bestimmte Aktien direkt erwerben), interessieren sich risikoscheue Anleger eher für den Rentenfonds. Risikoneutrale Anleger neigen dagegen eher zum Mischfonds.